# Советник-посланник
Советник-посланник (англ. Minister-Counsellor) — дипломатическая должность, второе лицо в посольстве, заместитель посла, в наиболее крупных посольствах их может быть два и больше, но только один из них официально является заместителем главы дипломатической миссии (дипмиссии). 
Название происходит, с одной стороны, от должности «советник» (советник → старший советник → главный советник → советник-посланник) и, с другой стороны, от практиковавшегося в прошлом разделения глав дипмиссий на «послов» и «посланников», в зависимости от значимости миссии.
В небольших посольствах должность советника-посланника может отсутствовать, функция второго лица выполняется вторым по старшинству дипломатом, в ключевых же государствах и странах в посольстве может быть два или даже больше (распространённая практика дипломатической службы США) советников-посланников.
В Российской Федерации — России существует должностной регламент советника-посланника.
В посольствах некоторых стран (например, Китая, Молдовы, Италии) советник-посланник является третьей по старшинству  должностью, а вторым лицом после посла является полномочный министр.